# زهرا امینی
زهرا امینی یک بازیکن فوتبال پیشین ایرانی است که در پست مدافع بازی می‌کرده‌است. او عضو تیم ملی فوتبال زنان ایران بوده‌است.